# Bill Keenan
Bill Keenan (* 10. Oktober 1957 in Thunder Bay, Ontario) ist ein ehemaliger kanadischer Freestyle-Skier. Er startete anfangs in allen Disziplinen und spezialisierte sich bald auf die Buckelpisten-Disziplin Moguls. Keenan gewann einmal die Disziplinenwertung sowie neun Rennen im Weltcup.

## Biografie

### Kindheit und Jugend
Bill Keenan kam 1957 als Sohn des Ofenbauers und Immobilienentwicklers Robert „Bob“ Keenan (1928–2014) und seiner Frau Stella Carolyn (geb. Iwasiw) zur Welt. Er wuchs mit drei Geschwistern in Port Arthur, einem Vorort und heutigen Stadtteil von Thunder Bay, am Nordwestufer des Oberen Sees auf. Das Skifahren erlernte er im Wintersportgebiet Loch Lomond südwestlich von Thunder Bay. Bereits während der Schulzeit war Keenan sportlich vielseitig aktiv und feierte unter anderem Erfolge als Schwimmer und mit seinem Highschool-Footballteam, den Vikings. Nachdem sein Vater ein Grundstück an den Shebandowan Lakes eineinhalb Autostunden von Port Arthur entfernt erworben hatte, übte sich Bill vermehrt auf den Wasserski und nahm in der Disziplin Slalom an den Ontario Summer Games teil. Auf einer selbstgebauten Schanze am See übte er während der Sommermonate Tricks für seine Skikarriere.

### Sportliche Laufbahn
Bill Keenan wurde zur Saison 1980 in die kanadische Freestyle-Nationalmannschaft aufgenommen und gab am 7. Januar in den Pocono Mountains sein Debüt im erstmals stattfindenden Freestyle-Skiing-Weltcup. In seiner Paradedisziplin Moguls gehörte er von Anfang an zur Weltspitze und erreichte als Dritter am Oberjoch seinen ersten Podestplatz. Die Moguls-Wertung schloss er als Zweiter hinter seinem Landsmann Greg Athans ab. In den drei weiteren Disziplinen kam er jeweils nur zu einem Einsatz am Saisonende, konnte sich dabei aber immer in den Punkterängen klassieren. Im Gesamtweltcup erreichte er mit Rang 18 gleich ein Karrierehoch.
Im Januar 1981 feierte Keenan in Livigno seinen ersten Weltcupsieg. Obwohl er ausschließlich auf der Buckelpiste startete, fiel er in der Disziplinenwertung auf Rang fünf zurück. 1982 gelangen ihm in Sugarbush und Livigno gleich zwei Siege, womit er in der Moguls-Wertung in die Top drei zurückkehrte. Außerdem bestritt er letztmals Wettkämpfe im Aerials (Springen) und in der Kombination. In der folgenden Saison konnte Keenan den größten Erfolg seiner Laufbahn verbuchen und sicherte sich mit zwei Siegen in Livigno und einem weiteren in Angel Fire den Gewinn der Moguls-Disziplinenwertung. Danach konnte nicht mehr ganz an diese Erfolge anknüpfen, hielt sich mit drei weiteren Siegen aber in der Weltspitze. 1985 kürte er sich zum zweiten Mal zum kanadischen Meister auf der Buckelpiste. Nachdem im Winter 1985/86 nur zwei Weltcups bestritten hatte, nahm er an den ersten Weltmeisterschaften in Tignes teil, blieb mit Rang 34 aber weit unter den Erwartungen. Im Anschluss an das Großereignis beendete er seine aktive Laufbahn im Leistungssport.

### Weitere Karriere
Bill Keenan studierte an der University of Calgary und machte 1980 seinen Bachelor-Abschluss im Fach Commerce. Während des Studiums war er wie bereits in der Highschool als Gymnast aktiv und gewann mit den Calgary Dinos 1978 die westkanadische Meisterschaft. 1985 zog er nach Florida, wo er zur Mitbegründer der Keenan Development Group wurde. Seither ist er als Immobilienentwickler tätig.
Noch während seiner aktiven Karriere trat Keenan in der Eröffnungsszene des Films James Bond 007 – Im Angesicht des Todes, in der Bond von KGB-Spionen verfolgt wird, als Stunt-Skifahrer in Erscheinung. Eine anlässlich der Olympischen Winterspiele 1988 herausgegebene Silbermünze zeigt einen Aerials-Springer, der einem Foto von Keenan nachempfunden wurde. Bei den Spielen in Calgary, wo Freestyle-Skiing erstmals als Demonstrationssport vertreten war, arbeitete er außerdem als Kommentator für das kanadische Fernsehen.
Keenan ist verheiratet und Vater von drei Kindern. Er lebt in Boca Raton, Florida.

## Erfolge

### Weltmeisterschaften
- Tignes 1986: 34. Moguls

### Weltcupwertungen
| Saison  | Gesamt | Gesamt | Aerials | Aerials | Moguls | Moguls | Ballett | Ballett | Kombination | Kombination |
| Saison  | Platz  | Punkte | Platz   | Punkte  | Platz  | Punkte | Platz   | Punkte  | Platz       | Punkte      |
| ------- | ------ | ------ | ------- | ------- | ------ | ------ | ------- | ------- | ----------- | ----------- |
| 1980    | 18.    | 91     | 40.     | 2       | 2.     | 82     | 44.     | 2       | 21.         | 5           |
| 1981    | 22.    | 126    | –       | –       | 5.     | 126    | –       | –       | –           | –           |
| 1982    | 23.    | 137    | 44.     | 9       | 3.     | 124    | –       | –       | 24.         | 4           |
| 1983    | 18.    | 24     | –       | –       | 1.     | 98     | –       | –       | –           | –           |
| 1984    | 21.    | 22     | –       | –       | 4.     | 134    | –       | –       | –           | –           |
| 1984/85 | 23.    | 20     | –       | –       | 7.     | 137    | –       | –       | –           | –           |
| 1985/86 | 64.    | 6      | –       | –       | 25.    | 26     | –       | –       | –           | –           |

### Weltcupsiege
Keenan errang im Weltcup 15 Podestplätze, davon 9 Siege:
| Datum            | Ort          | Land       | Disziplin |
| ---------------- | ------------ | ---------- | --------- |
| 16. Januar 1981  | Livigno      | Italien    | Moguls    |
| 29. Januar 1982  | Sugarbush    | USA        | Moguls    |
| 14. März 1982    | Livigno      | Italien    | Moguls    |
| 3. Februar 1983  | Livigno      | Italien    | Moguls    |
| 5. Februar 1983  | Livigno      | Italien    | Moguls    |
| 18. März 1983    | Angel Fire   | USA        | Moguls    |
| 27. Februar 1984 | Göstling     | Österreich | Moguls    |
| 21. März 1984    | Sälen        | Schweden   | Moguls    |
| 26. Januar 1985  | Breckenridge | USA        | Moguls    |

### Weitere Erfolge
- 2 kanadische Meistertitel (Moguls 1982 und 1985[4])

## Auszeichnungen
- 1980: Freestyle World Cup Moguls Rookie of the Year
- 1983 und 1984: National Sports Award of Excellence
- 2001: Aufnahme in die Canadian Ski Hall of Fame[5]
- 2015: Aufnahme in die Northwestern Ontario Sports Hall of Fame[6]